# Stromboli (slak)
Stromboli is een geslacht van weekdieren uit de klasse van de Gastropoda (slakken).

## Soort
- Stromboli beebei (Hertlein & Strong, 1951)